# هانابیراموچی
هانابیراموچی (به ژاپنی: 葩餅 Hanabiramochi) یکی از انواع واگاشی (شیرینی ژاپنی) است.